# Paulo Mendes da Rocha
Paulo Archias Mendes da Rocha (Vitória, 25 de octubre de 1928-São Paulo, 23 de mayo de 2021) fue un arquitecto y urbanista brasileño. Ganador del premio Pritzker en 2006.

## Carrera profesional
Estudió arquitectura y urbanismo en la Universidad Presbiteriana Mackenzie, graduándose en 1954.
Perteneciente a la generación de arquitectos modernos liderada por João Batista Vilanova Artigas.
Paulo Mendes da Rocha asumió en las últimas décadas una posición destacada en la arquitectura brasileña contemporánea, habiendo sido galardonado en 2006 con el premio Pritzker.
Es autor de proyectos polémicos que constantemente dividen a la crítica especializada, como el de Museo Brasilero de Escultura (MUBE), o el del pórtico localizado en la Plaza del Patriarca y la tienda Forma, todos en la ciudad de São Paulo.
Dos obras suyas han sido postuladas al premio Pabellón Mies van der Rohe Latinoamericano, el Museo de Escultura y la Pinacoteca del Estado de São Paulo, siendo esta última galardonada con la distinción en 2001.
Falleció en São Paulo el 23 de mayo de 2021 a los noventa y dos años.

## Cronología de su obra

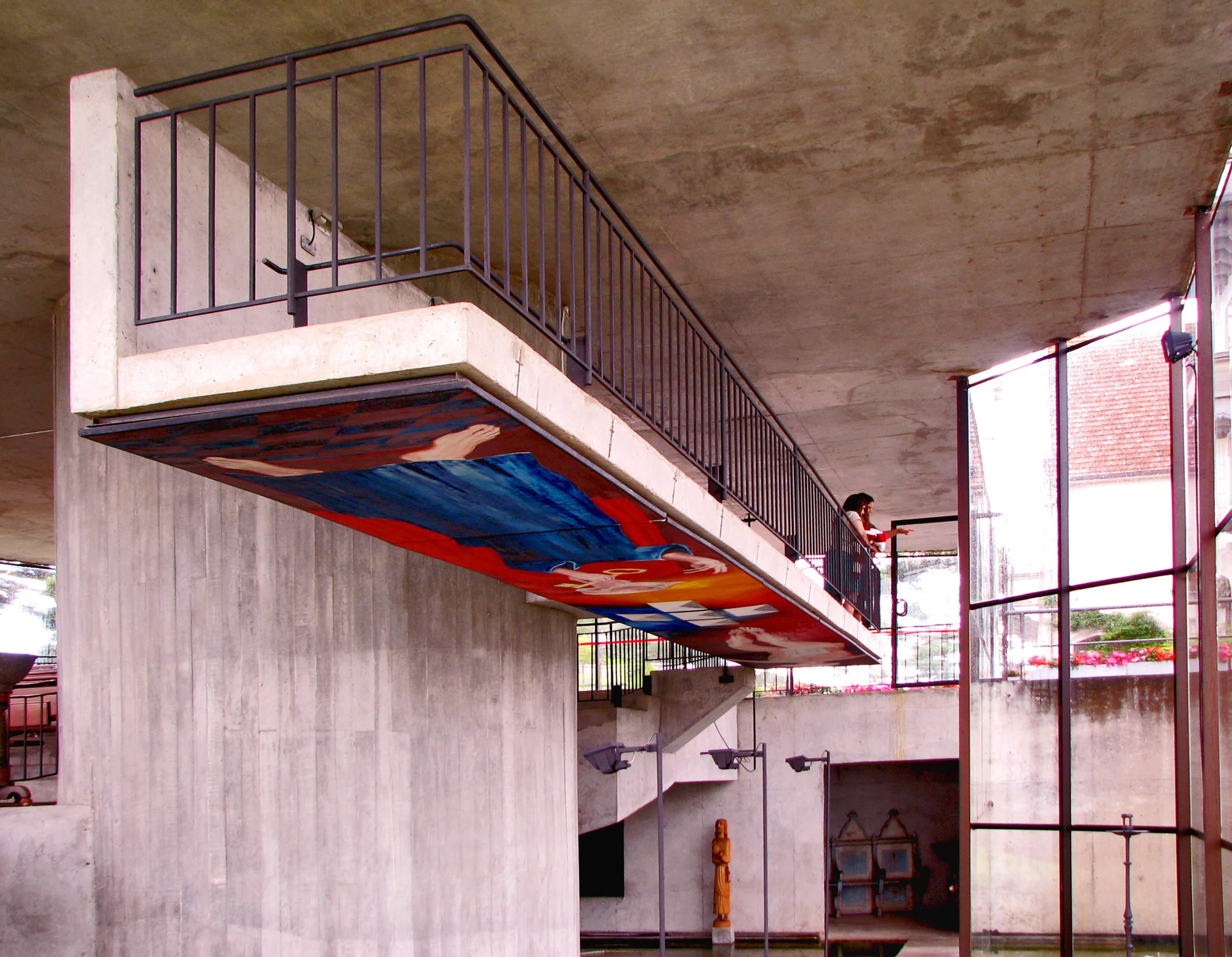
Capilla de San Pedro apóstol, obra de 1987. Esta capilla se encuentra anexa al Palacio Boa Vista, residencia oficial del gobernador de São Paulo en invierno.

- 1957, Club Atlético Paulistano, São Paulo
- 1964, Casa PMR
- 1970, Pabellón brasileño en la Feria Internacional de Osaka, Japón, junto con Júlio Katinsky y Ruy Othake
- 1975, Museo de Arte Contemporáneo de la USP (con Jorge Wilheim), São Paulo, no construido
- 1986, Museo Brasileño de Escultura (MUBE), São Paulo
- 1989, Museo de Arte de Campinas
- 1990/1991, Casa Gerassi
- 1988/1999, Reforma de Pinacoteca del Estado de São Paulo
- 1998, Edificio de servicio estadual Poupatempo en barrio de Itaquera, en São Paulo, junto con escritório MMBB.
- 1999, Reforma del Centro Cultural de la FIESP, São Paulo
- 2002, Pórtico en la Plaza del Patriarca en São Paulo

## Premios
- 2016 - León de Oro. Bienal de Venecia
- 2016 - Premio Imperial de Japón
- 2017 - Medalla de Oro. Royal Institute of British Architects